# Wainwright Building
Il Wainwright Building (conosciuto anche come Wainwright State Office Building) è un edificio per uffici di 10 piani, alto 41 metri, realizzato in terracotta, situato al numero 709 di Chestnut Street nel centro di Saint Louis, Missouri. L'edificio è considerato uno dei primi grattacieli dotato di elementi estetici. Fu progettato da Dankmar Adler e Louis Sullivan e costruito tra il 1890 e il 1891. Prende il nome dal birrificio locale, costruttore e finanziere Ellis Wainwright.
L'edificio, inserito nella lista dei monumenti sia a livello locale che nazionale, è descritto come
dal National Register of Historic Places.  L'architetto Frank Lloyd Wright definì il Wainwright Building
L'edificio è attualmente di proprietà dello Stato del Missouri e ospita uffici statali.
Nel maggio 2013 è stato inserito in un episodio della serie PBS "10 That Changed America" come uno dei "10 edifici che hanno cambiato l'America" perché è stato "il primo grattacielo che ha davvero avuto l'aspetto gradevole", con Sullivan soprannominato il "padre dei grattacieli".

## Storia
Il Wainwright Building fu commissionato da Ellis Wainwright, un birraio di St. Louis. Wainwright aveva bisogno di spazi per uffici per gestire la St Louis Brewers Association. Fu la seconda importante commissione per un edificio alto vinta dallo studio Adler & Sullivan, che era diventato di fama internazionale dopo la creazione del dieci piani Auditorium Building di Chicago (progettato nel 1886 e completato nel 1889). Come progettato, il primo piano del Wainwright Building era destinato a negozi accessibili dalla strada, mentre il secondo piano era riempito di uffici pubblici facilmente accessibili. I piani superiori erano per uffici "a nido d'ape", mentre l'ultimo piano era per i serbatoi d'acqua e i macchinari dell'edificio.

## Architettura
Dal punto di vista estetico, l'Edificio Wainwright esemplifica le teorie di Sullivan sul grattacielo, che includevano una composizione tripartita (base-corpo-attico) basata sulla struttura della colonna classica, e il suo desiderio di enfatizzare l'altezza dell'edificio. Scrisse:
Il suo articolo del 1896 citò il suo Wainwright Building come esempio. Nonostante il concetto della colonna classica, il design dell'edificio era deliberatamente moderno, senza nessuno degli stili neoclassici che Sullivan disprezzava.
Lo storico Carl W. Condit descrisse il Wainwright come "un edificio con una base forte e vigorosamente articolata che sostiene uno schermo che costituisce un'immagine vivida di un potente movimento verso l'alto". La base conteneva negozi al dettaglio che richiedevano ampie aperture vetrate; gli ornamenti di Sullivan facevano leggere i pilastri di sostegno come colonne. Sopra di esso, la natura semi-pubblica degli uffici a un solo piano di scale è espressa da ampie finestre nella parete a cortina. Una cornice separa il secondo piano dalla griglia di finestre identiche della parete a schermo, dove ogni finestra è "una cella in un alveare, niente di più". Le finestre e gli orizzontali dell'edificio erano leggermente incassati dietro le colonne e i pilastri, come parte di un'estetica verticale per creare ciò che Sullivan chiamava "una cosa orgogliosa e svettante". Questa percezione è stata successivamente criticata poiché il grattacielo è stato progettato per fare soldi, non per servire come simbolo.

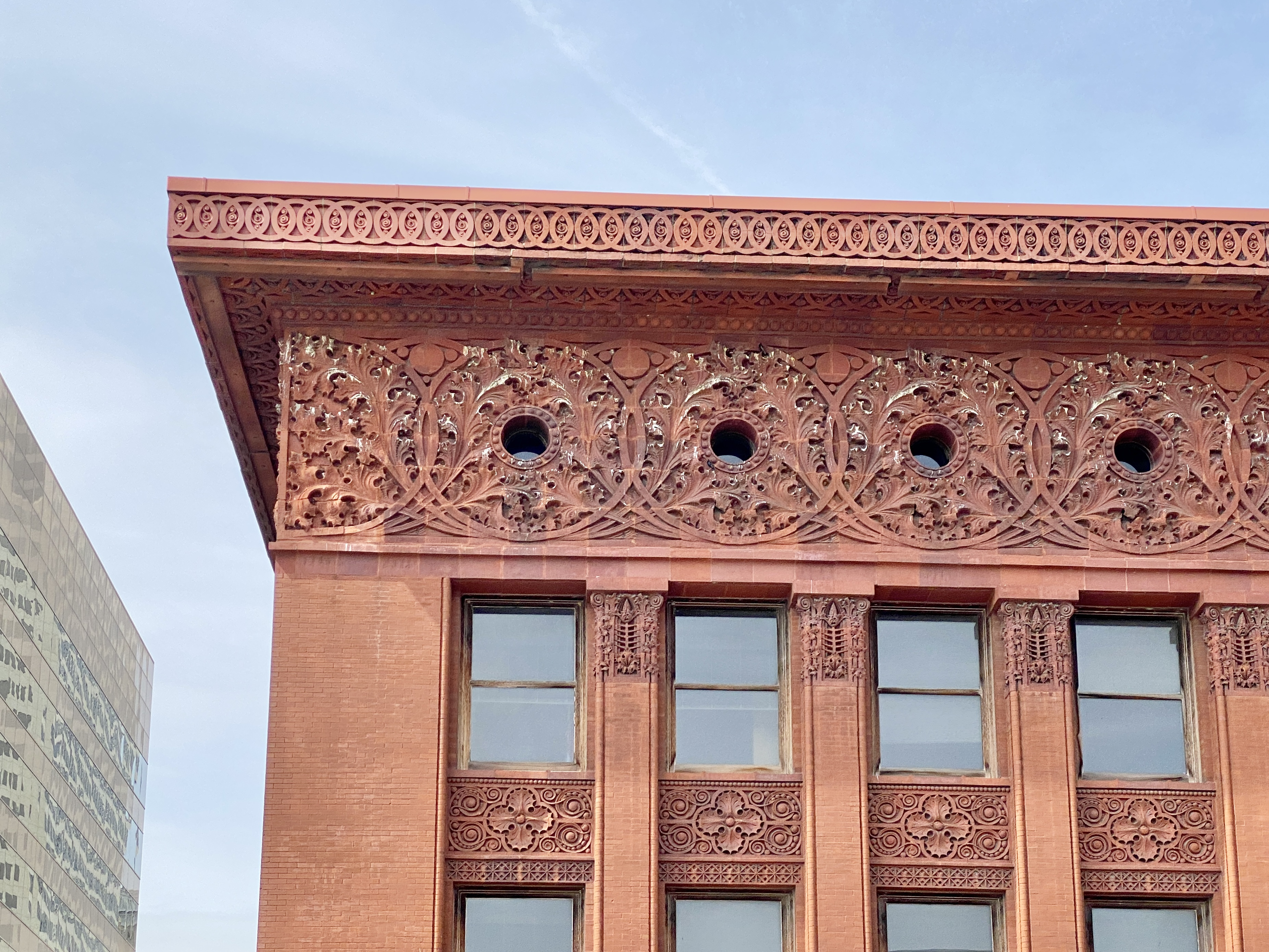
L'intricato fregio lungo la parte superiore dell'edificio insieme alle finestre a occhio di bue.

L'ornamentazione per l'edificio include un ampio fregio sotto la profonda cornice, che esprime il fogliame naturalistico e formalizzato tipico di Sullivan e pubblicato nel suo Sistema di ornamentazione architettonica, spandrelli decorati tra le finestre dei diversi piani e un elaborato contorno della porta all'ingresso principale. "A parte i sottili pilastri di mattoni, gli unici solidi della superficie del muro sono i pannelli spandrel tra le finestre. ... Hanno ricchi motivi decorativi a basso rilievo, variando nel design e nella scala con ogni piano." Il fregio è trafitto da discreti finestrini a occhio di bue che illuminano l'ultimo piano, originariamente contenente serbatoi d'acqua e macchinari per gli ascensori. L'edificio include ornamenti in terracotta, un materiale da costruzione che stava guadagnando popolarità al momento della costruzione.
Una delle principali preoccupazioni di Sullivan era lo sviluppo di un simbolismo architettonico composto da semplici forme geometriche e strutturali e ornamentazione organica. L'Edificio Wainwright, dove giustappose l'oggettivo-tettonico e il soggettivo-organico, fu la prima dimostrazione di questo simbolismo.

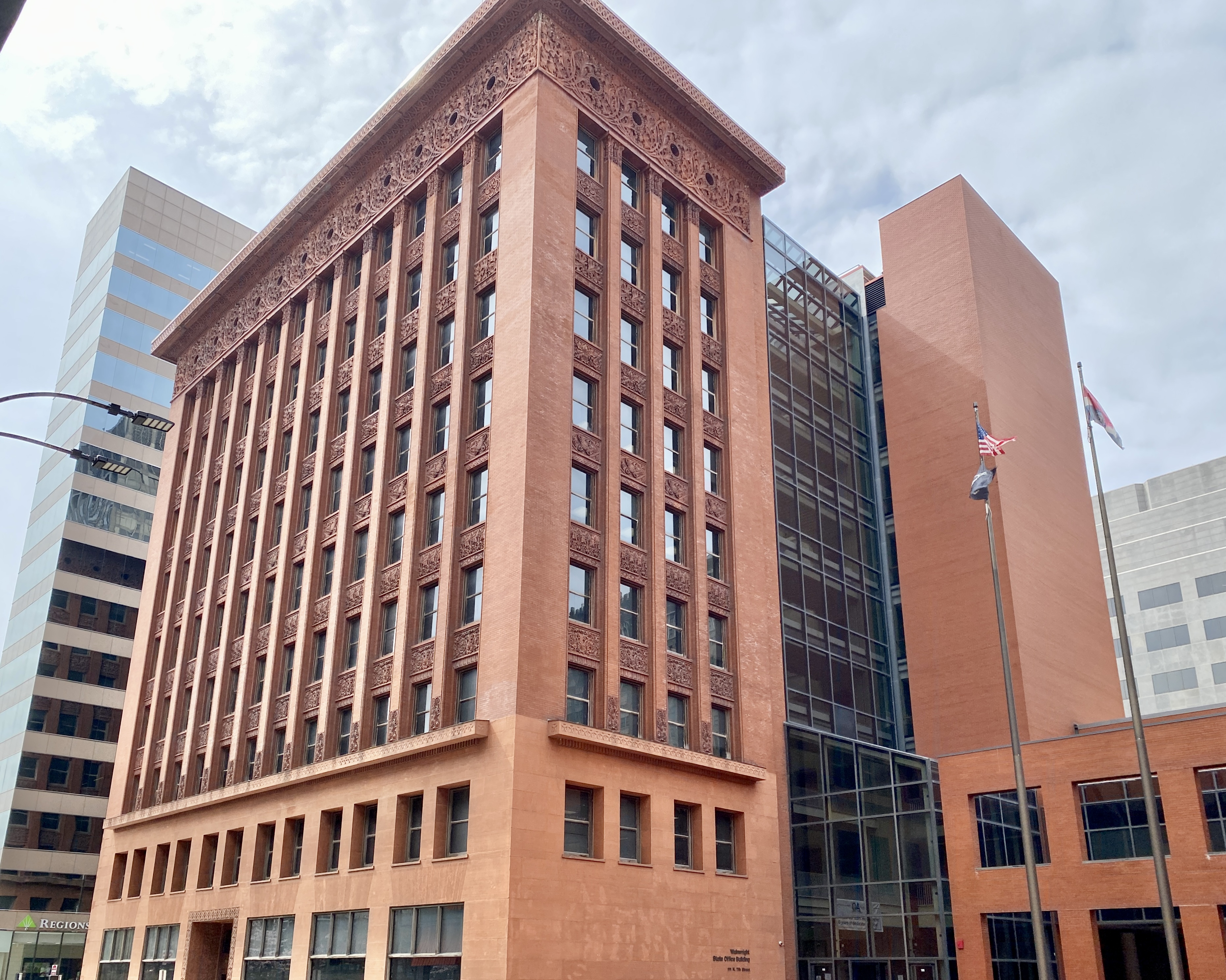
Estremo nord dell'edificio, mostrando una parte delle aggiunte agli uffici statali

A differenza di Sullivan, Adler descrisse l'edificio come una "struttura commerciale semplice", affermando:
L'edificio è considerato il primo grattacielo a rinunciare alla normale ornamentazione utilizzata sui grattacieli all'epoca. Alcuni elementi architettonici dell'edificio sono stati rimossi durante le ristrutturazioni e portati al sito di stoccaggio Sauget, Illinois, del National Building Arts Center.